# بخش ویتری-لو-فرانسوا
بخش ویتری-لو-فرانسوا (به فرانسوی: Arrondissement de Vitry-le-François) یک بخش در فرانسه است که در مرن واقع شده‌است.